# Đại hội Nhân dân Lào
Đại hội Nhân dân Lào (tiếng Lào: ລາວລວມລາວ Lao Ruam Lao) là cựu đảng phái chính trị ở Lào trước năm 1975.

## Lịch sử
Đảng này được thành lập vào tháng 6 năm 1958 thông qua sự hợp nhất của Đảng Quốc gia Cấp tiến và Đảng Độc lập sau thất bại của họ trong cuộc bầu cử bổ sung năm 1958. Đảng mới nắm giữ 36 ghế và một trong những nhà lãnh đạo của đảng, Phoui Sananikone, trở thành Thủ tướng vào tháng 8 năm 1958. Tuy nhiên, đảng đã giảm xuống còn 17 ghế trong cuộc bầu cử năm 1960. Sau cuộc bầu cử, Souvanna Phouma trở thành lãnh đạo của đảng, mặc dù vào thời điểm đó đảng đã không còn tồn tại nữa.